# Honda NSX-GT
Chronologie des modèles (2014 -)
Honda HSV-010 GT
La Honda NSX-GT est une voiture de course conçue par Honda afin de concourir dans la saison 2014 du championnat Super GT, elle a été présentée au public lors des 1000km de Suzuka Super GT 2013. Le nouveau règlement entrant en vigueur en 2014 imposant de conserver la carrosserie d'origine et de n'y apporter que certaines modifications dans un cadre très réglementé, cette NSX-GT se base sur le concept car qui deviendra en 2015 la nouvelle Honda NSX.
Le règlement 2014 imposant aux véhicules de la catégorie GT500 d'utiliser le règlement DTM, cette NSX-GT est basée sur la monocoque unique produite par Toray Carbon Magic Co, filiale de Dome, qui gère également l'engagement de Honda en Super GT. Cette monocoque étant directement tirée du DTM qui impose des moteurs en position longitudinale avant, Dome a eu beaucoup de travail afin de faire rentrer le 2.0 à l'arrière de la voiture.
Honda engageant depuis plusieurs saisons une Honda CR-Z GT en GT300, le système hybride de la nouvelle NSX-GT en est directement inspiré. Celui-ci est associé à un 4 cylindres en ligne turbo 2L dont la puissance officielle dépasse les 550cv.

## Saison 2014
Pour cette première saison avec le nouveau règlement, Honda fait dans la continuité niveau pneumatiques et équipes. Les partenaires sont également identiques, mais côté pilotes il y a du changement avec le départ de Frédéric Makowiecki chez Porsche en WEC, remplacé chez Dome par Jean-Karl Vernay également Français. Chez ARTA, Vitantonio Liuzzi revient sur les devants de la scène en remplacement de Ralph Firman. Ryo Michigami est remplacé par le Belge Bertrand Baguette au sein du Nakajima Racing tandis que Hideki Mutoh fait son retour en GT500 pour remplacer Takuya Izawa.
| Numéro | Team            | Sponsor titre   | Pneus | Pilote            | Pilote                               |
| ------ | --------------- | --------------- | ----- | ----------------- | ------------------------------------ |
| 8      | ARTA            | Autobacs        | B     | Vitantonio Liuzzi | Kosuke Matsuura                      |
| 17     | Real            | Keihin          | B     | Koudai Tsukakoshi | Toshihiro Kaneishi (en)              |
| 18     | Dome Racing     | weider - Modulo | M     | Naoki Yamamoto    | Jean-Karl Vernay Frédéric Makowiecki |
| 32     | Nakajima Racing | Epson           | D     | Daisuke Nakajima  | Bertrand Baguette                    |
| 100    | Kunimitsu       | Raybrig         | B     | Takashi Kogure    | Hideki Mutoh                         |

Après les trois premières manches de la saison, les NSX-GT sont en manque flagrant de performance. La meilleure Honda au classement général est 8e avec le Dome Racing, tandis que les quatre autres sont toutes au-delà du 10e rang. D'après les différentes apparitions en course, le moteur serait à l'origine de ce manque de performance, avec entre autres de nombreuses défaillances lors des courses 1 et 2.
Lors de la 4e course de la saison à Sportsland SUGO, la NSX GT-Concept du team Real a signé le premier podium de la voiture avec une troisième place tandis que celle du Dome Racing s'emparait du meilleur tour en course avec Naoki Yamamoto au volant. À noter que Dome Racing a profité de cette 4e course pour modifier son équipage, avec Jean-Karl Vernay remplacé par Frédéric Makowiecki, qui pilotait déjà pour le team en 2013.
Lors de la 5e manche de la saison à Fuji, le team Real profite de la pluie apparue lors de la Q2 pour s'emparer de la pole avec Koudai Tsukakoshi au volant. En course, malgré la pluie qui a perturbé les débats à plusieurs reprises, Dome Racing s'impose et offre sa première victoire à la NSX GT-Concept.